# Sangihe Besar
Sangihe Besar (letterlijk: Groot Sangihe) is het belangrijkste eiland uit de Sangihe-eilanden van de Indonesische provincie Noord-Sulawesi. Het eiland is 45 km lang en 15 km breed. Het hoogste punt is 1320 m (de vulkaan Awu). Zuidelijk daarvan aan de westkust ligt de hoofdstad Tahuna. 
In 1856 was er een hevige uitbarsting van de Awu die aan duizenden mensen het leven kostte. Uitbarstingen vonden ook plaats in 1966, 1992 en 2004.